# Poder de veto del Consejo de Seguridad de las Naciones Unidas

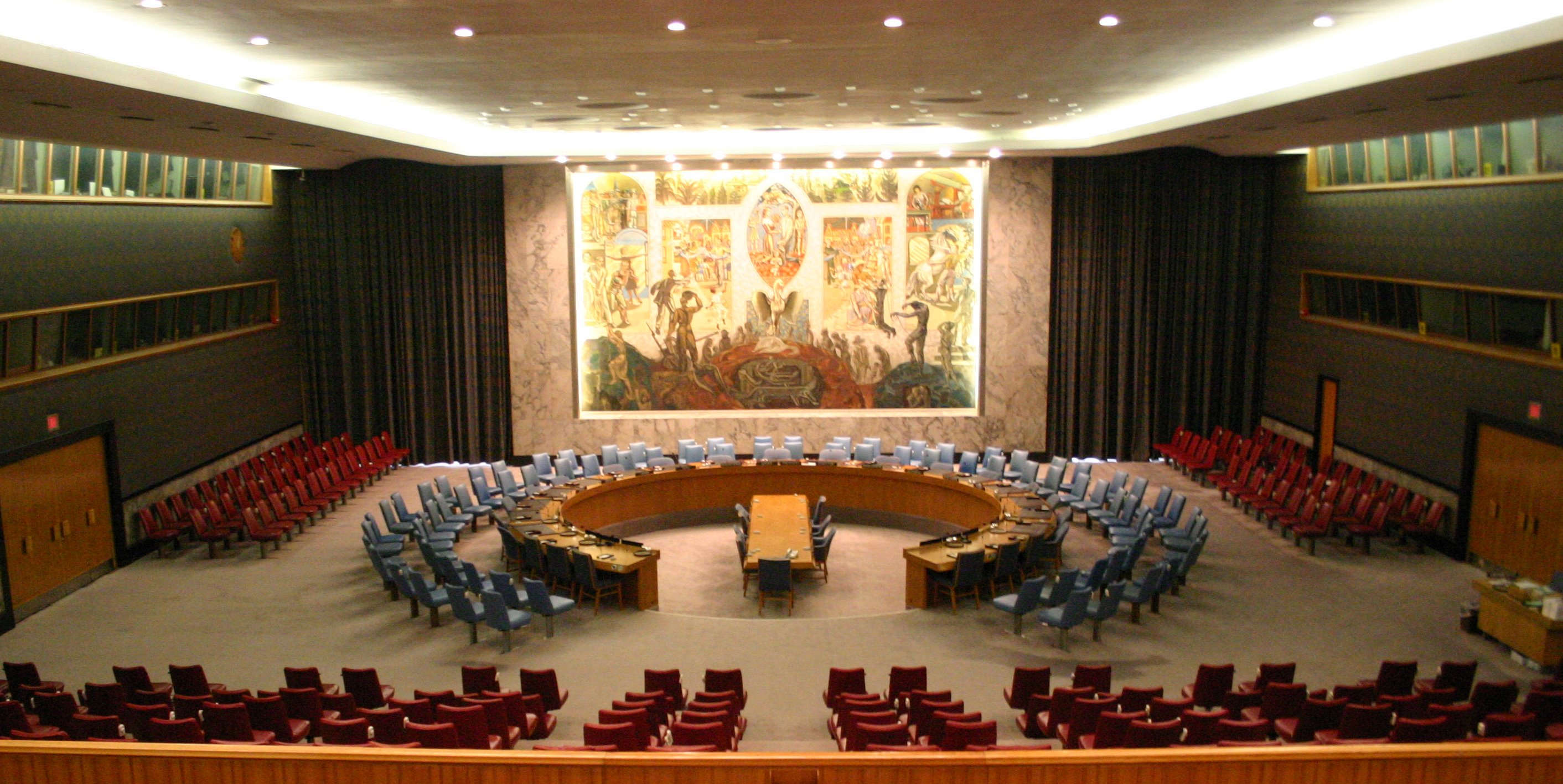
Salón del Consejo de Seguridad de la ONU

El poder de veto del Consejo de Seguridad de las Naciones Unidas se refiere al derecho a veto ejercido exclusivamente por los cinco miembros permanentes del Consejo de Seguridad de las Naciones Unidas (China, Francia, Rusia, Reino Unido y Estados Unidos), permitiéndoles evitar la aprobación de cualquier resolución "sustantiva". La abstención o la ausencia de un miembro permanente no impide la aprobación de una resolución. Sin embargo, el poder de veto no se aplica a los votos de procedimiento, aún si algún miembro permanente vota en contra. Un voto negativo de un miembro permanente también bloqueará la elección de un Secretario General, aunque se trate de una "recomendación" a la Asamblea General en lugar de una resolución.
Este control de facto sobre el Consejo de Seguridad por los cinco gobiernos ha sido visto por los críticos como la causa principal de la inacción internacional en crímenes de guerra y crímenes contra la humanidad, debido a que "los 5 grandes" han buscado la protección de sus propios intereses.

## Orígenes del poder de veto
La idea de que los Estados tuviesen un veto sobre las acciones de las organizaciones internacionales no era nueva en 1945. Desde la fundación de la Sociedad de Naciones en 1919, cada miembro del Consejo de la Liga, sea permanente o no permanente, tenía un veto en cualquier voto que no fuera de procedimiento. A partir de 1920 había 4 miembros permanentes y 4 no permanentes, pero para 1936 el número de miembros  permanentes había aumentado a 11. Así pues, había en vigor 15 vetos. Éste era uno de varios defectos de la liga que hicieron imposible la acción en varios asuntos.
La disposición de la Carta de las Naciones Unidas para la unanimidad entre los miembros permanentes del Consejo de Seguridad (el veto) fue el resultado de una extensa discusión, efectuada en las conferencias de Dumbarton Oaks (agosto-octubre 1944) y Yalta (febrero de 1945). La evidencia es que el Reino Unido, los Estados Unidos, la Unión Soviética y Francia favorecían el principio de la unanimidad y que estaban motivados en esto no solo por la creencia en la conveniencia de que las grandes potencias actuaran juntas sino también por la preocupación de proteger sus propios derechos soberanos e intereses nacionales. Harry Truman, que llegó a ser presidente de los Estados Unidos en abril de 1945, llegó a escribir en sus memorias: "Todos nuestros expertos, civiles y militares, lo favorecieron, y sin este veto ningún acuerdo habría sido aprobado por el Senado."
El veto fue impuesto a todos los demás gobiernos por Estados Unidos, Reino Unido, China, Francia y la Unión Soviética. En las negociaciones para la creación de la ONU, el poder de veto fue resentido por muchos países pequeños y, de hecho, fue obligado por las naciones proponentes del veto a través de una amenaza que sin el veto no habría ONU. Este punto se hizo claro en la Conferencia de San Francisco cuando Tom Connally, senador estadounidense y miembro de la delegación de su país, dijo a los delegados de los países opositores al veto que "Podrían irse a casa de esta conferencia y decir que han derrotado al veto. Pero, ¿cual será su respuesta cuando se les pregunte dónde está la carta?". Acto seguido, Connally rompió una copia del borrador de la Carta de las Naciones Unidas.
El sistema de veto del Consejo de Seguridad de las Naciones Unidas fue establecido para prohibir a la ONU tomar cualquier acción futura directamente contra sus principales miembros fundadores. Una de las lecciones de la Sociedad de Naciones (1919-1946) fue que una organización internacional no puede funcionar si todas las grandes potencias no son miembros. La expulsión de la Unión Soviética de la Sociedad en diciembre de 1939, después de su ataque de noviembre de 1939 a Finlandia poco después del estallido de la Segunda Guerra Mundial, fue sólo uno de los muchos acontecimientos en la larga historia de membresía incompleta de la Sociedad.

## Artículo 27
El artículo 27 de la Carta de las Naciones Unidas establece que:
- Cada miembro del Consejo de Seguridad tendrá un voto.
- Las decisiones del Consejo de Seguridad sobre cuestiones de procedimiento serán tomadas por el voto afirmativo de nueve miembros.
- Las decisiones del Consejo de Seguridad sobre todas las demás cuestiones serán tomadas por el voto afirmativo de nueve miembros, incluso los votos afirmativos de todos los miembros permanentes; pero en las decisiones tomadas en virtud del Capítulo VI y del párrafo 3 del Artículo 52, la parte en una controversia se abstendrá de votar.[7]

Aunque el "poder de veto" no se menciona explícitamente en la Carta de las Naciones Unidas, el hecho de que las decisiones "sustantivas" del Consejo de Seguridad requieran "los votos concurrentes de los miembros permanentes" significa que cualquiera de esos miembros permanentes puede impedir la aprobación, por parte del Consejo, de cualquier proyecto de resolución sobre cuestiones "sustantivas".

## Uso del poder de veto
El uso real del veto, y la posibilidad constante de su uso, han sido características centrales del funcionamiento del Consejo de Seguridad a lo largo de la historia de la ONU. Un miembro permanente del Consejo de Seguridad puede evitar el veto si la propuesta en cuestión no obtiene en ningún caso la mayoría requerida. En las dos primeras décadas de la ONU, los países occidentales fueron con frecuencia capaces de derrotar las resoluciones sin utilizar el veto. La Unión Soviética estaba en esta posición en los años 70 y 80. El uso del veto ha reflejado un grado de aislamiento diplomático de uno o varios de los países con poder de veto sobre el tema en particular. Debido al uso o la amenaza del veto, el Consejo de Seguridad podría desempeñar, en el mejor de los casos, un papel limitado en determinadas guerras e intervenciones en las que sus Miembros Permanentes estuvieran implicados, por ejemplo en Argelia (1954-1962), Suez (1956), Hungría (1956), Vietnam (1946-75), la guerra sino-vietnamita (1979), Afganistán (1979-88), Panamá (1989), Irak (2003), Georgia (2008) y Ucrania (2022).
No todos los casos de inacción de la ONU en crisis se han debido al uso real del veto. Por ejemplo, en la guerra Irán-Irak (1980-1988) no se utilizó el veto, pero el papel de la ONU fue mínimo, excepto en su fase de conclusión. Así mismo, la limitada participación de las Naciones Unidas en la crisis en la región sudanesa de Darfur a partir de 2003 no se debió a ningún uso real del veto sino a la falta de voluntad generalizada para actuar.
Desde 1990 el veto se ha utilizado con moderación. El período comprendido entre el 31 de mayo de 1990 y el 11 de mayo de 1993 fue el más largo sin el uso del veto en la historia de la ONU. Hasta finales de 1989, el número de resoluciones aprobadas por el Consejo de Seguridad era de 646, un promedio de 15 por año. Las cifras de los años transcurridos desde entonces muestran un pico de activismo del Consejo de Seguridad en 1993, seguido de un modesto grado de reducción.
En 1950 la Unión Soviética perdió una oportunidad importante para ejercer su poder de veto. El gobierno soviético había adoptado una política de "silla vacía" en el Consejo de Seguridad desde enero de 1950, debido a su descontento por la negativa de la ONU a reconocer a los representantes de la República Popular China como representantes legítimos de China y con la esperanza de evitar cualquier decisión futura del Consejo sobre cuestiones sustantivas. A pesar de la redacción de la Carta (que no contiene disposiciones para aprobar resoluciones con la abstención o la ausencia de un miembro con derecho a veto), esto fue tratado como una abstención no bloqueante. De hecho, ya se había convertido en práctica del Consejo en ese entonces, ya que el Consejo había adoptado numerosos proyectos de resolución a pesar de la falta de voto afirmativo de cada uno de sus miembros permanentes. El resultado de la ausencia de la Unión Soviética en el Consejo de Seguridad fue que no estaba en condiciones de vetar las resoluciones 83 (27 de junio de 1950) y 84 (7 de julio de 1950) del Consejo de Seguridad de la ONU autorizando la coalición militar dirigida por Estados Unidos que combatió en la Guerra de Corea.
El poder de veto también puede usarse para bloquear la elección de un Secretario General. Sin embargo, esto no se cuenta como un veto de una Resolución del Consejo de Seguridad, porque el Consejo de Seguridad sólo está emitiendo una "recomendación" a la Asamblea General. Desde 1981, ningún Secretario General ha sido vetado formalmente, debido a que el Consejo de Seguridad no vota hasta que ya se haya seleccionado un Secretario General en una serie de encuestas. Un voto de un miembro permanente para "desanimar" a un candidato se considera equivalente a un veto, y el candidato se retirará de la carrera sin forzar un veto formal. La recomendación formal de un Secretario General se aprueba por aclamación.
Todo miembro permanente ha vetado al menos a un candidato para el cargo de Secretario General. Estados Unidos eludió el veto soviético en 1950 al pedir a la Asamblea General que votara sobre la reelección de Trygve Lie sin una recomendación del Consejo de Seguridad. Sin embargo, cada Secretario General desde 1953 ha sido recomendado por voto unánime de los miembros permanentes del Consejo de Seguridad. Los vetos no se han registrado públicamente desde 1981, porque la encuesta se hace por voto secreto. Sin embargo, los países pueden anunciar sus votos para alentar a los miembros temporales a votar por otro candidato.

## Uso por país

Número de resoluciones vetadas por país de 1946 a 2017

En la historia del Consejo de Seguridad, casi la mitad de los vetos fueron emitidos por la Unión Soviética, con la gran mayoría de ellos antes de 1965. Desde 1966, de los 153 vetos emitidos, 119 fueron emitidos por uno de los tres miembros de la OTAN del Consejo: Estados Unidos, Reino Unido y Francia.
De 1946 a 2016, se emitieron vetos en 236 ocasiones. Para ese período, el uso se descompone de la siguiente manera:
- Estados Unidos ha utilizado el veto en 79 ocasiones entre 1946 y 2016. Desde 1972, ha utilizado su poder de veto más que cualquier otro miembro permanente.[14]
- La Unión Soviética (y desde 1991, Rusia) ha utilizado el veto en 103 ocasiones, más que cualquier otro de los cinco miembros permanentes del Consejo de Seguridad.[15]

### China
Entre 1946 y 1971, la representación china en las Naciones Unidas estuvo a cargo del gobierno de la República de China (el cual se había retirado a Taiwán en 1949, tras perder la guerra civil) durante el cual su representante utilizó el veto sólo una vez para bloquear la solicitud de adhesión de Mongolia en 1955 porque la República de China consideró al país como parte de China. Esto aplazó la admisión de Mongolia hasta 1961, cuando la Unión Soviética anunció que a menos que Mongolia fuera admitida, bloquearía la admisión de todos los países africanos recientemente independizados. Frente a esta presión, la República de China cedió bajo protesta.

Después de la expulsión de la República de China de las Naciones Unidas en 1971, el primer veto emitido por el actual ocupante, la República Popular de China, fue emitido el 25 de agosto de 1972 sobre la admisión de Bangladés en las Naciones Unidas. A partir de mayo de 2014, China ha usado su veto 9 veces. Los observadores han observado una preferencia por China de abstenerse en vez de vetar resoluciones que no están directamente relacionadas con los intereses chinos.

### Unión Soviética / Rusia
En los primeros años de las Naciones Unidas, el comisario de la Unión Soviética y más tarde ministro de Asuntos Exteriores, Vyacheslav Molotov, vetó resoluciones tantas veces que fue conocido como "Señor Veto". De hecho, la Unión Soviética fue responsable de casi la mitad de todos los vetos jamás emitidos, 79 en los primeros 10 años. Molotov rechazó regularmente las solicitudes de admisión debido a la negativa de Estados Unidos de admitir a todas las repúblicas soviéticas. Desde la disolución de la Unión Soviética, Rusia utilizó su poder de veto con moderación hasta los conflictos de 2014 en Ucrania y Siria.

### Francia
Francia utiliza su poder de veto con moderación. La última vez que vetó unilateralmente un proyecto de resolución fue en 1976 para bloquear una Resolución sobre la cuestión de la independencia de Comores, que se hizo para mantener la isla de Mayotte como un territorio francés de ultramar. También vetó, junto con Reino Unido, una resolución que pide el cese inmediato de la acción militar del ejército israelí contra Egipto en 1956 durante la crisis de Suez . La última vez que Francia utilizó su poder de veto fue en diciembre de 1989 respecto de la situación en Panamá. En 2003, la amenaza de un veto francés de resolución sobre la inminente invasión de Irak causó fricción entre Francia y Estados Unidos.

### Reino Unido
El Reino Unido ha utilizado su poder de veto del Consejo de Seguridad en 32 ocasiones. El primer uso ocurrió en octubre de 1956, cuando el Reino Unido y Francia vetaron una carta de los Estados Unidos al Presidente del Consejo de Seguridad relativa a Palestina. El más reciente fue en diciembre de 1989 cuando el Reino Unido, Francia y Estados Unidos vetaron un proyecto de resolución que condenaba la invasión de Panamá por parte de Estados Unidos.
El Reino Unido utilizó su poder de veto, junto con Francia, para vetar un proyecto de resolución destinado a resolver la crisis del Canal de Suez (en la que Francia y el Reino Unido estaban implicados militarmente) en 1956. El Reino Unido y Francia finalmente se retiraron de Egipto después de que Estados Unidos, en virtud de la resolución "Unión Pro Paz", impulsó una "sesión especial de emergencia" de la Asamblea General, la cual condujo al establecimiento de la Fuerza de Emergencia de las Naciones Unidas (UNEF I) mediante la resolución 1001. El Reino Unido también usó su veto siete veces en relación con Rhodesia de 1963 a 1973, siendo 5 de ellas unilaterales (Las únicas ocasiones en que el Reino Unido ha utilizado unilateralmente su poder de veto).

### Estados Unidos
El embajador Charles W. Yost emitió el primer veto estadounidense en 1970, en relación con una crisis en Rhodesia, y los Estados Unidos emitieron un veto solitario en 1972 para bloquear una resolución que condenaba a Israel por la guerra con Siria y Líbano. Desde entonces se ha convertido en el usuario más frecuente del poder de veto, principalmente en resoluciones que critican y condenan a Israel y casi siempre de manera unilateral por la guerra y las violaciones de los derechos humanos. Desde 2002, se ha aplicado la doctrina Negroponte para el uso de un veto sobre las resoluciones relativas al conflicto entre Israel y Palestina. Esta ha sido una constante causa de fricción entre la Asamblea General y el Consejo de Seguridad. El 23 de diciembre de 2016, la administración Obama se abstuvo de votar acerca de una resolución pidiendo el fin de los asentamientos israelíes, lo cual permitió que dicha resolución fuera aprobada.

## Críticas
El poder de veto de los miembros permanentes ha generado críticas hacia el Consejo de Seguridad. En su forma actual, el veto de cualquiera de los miembros permanentes puede detener cualquier acción que el Consejo pueda tomar. La objeción de un país, en lugar de las opiniones de la mayoría de los países, puede paralizar cualquier posible respuesta armada o diplomática de la ONU ante una crisis. Por ejemplo, el experto estadounidense en relaciones internacionales John Mearsheimer afirmó que "desde 1982, Estados Unidos ha vetado 32 resoluciones del Consejo de Seguridad que critican a Israel, más que el número total de vetos emitidos por todos los demás miembros del Consejo de Seguridad". Debido a que los candidatos al Consejo de Seguridad son propuestos por bloques regionales, los países de la Liga Árabe y sus aliados usualmente son incluidos mientras que Israel nunca ha sido elegido para el Consejo de Seguridad. Mediante varias resoluciones, el Consejo ha condenado repetidamente a Israel. Por otra parte, los críticos sostienen que, mientras que Israel confía en Estados Unidos para vetar cualquier legislación pertinente en su contra, los palestinos carecen de tal poder. 
Aparte de Estados Unidos, Rusia ha vetado varias resoluciones, en particular los intentos de imponer sanciones a Siria durante la Guerra Civil Siria y condenar la anexión de Crimea por parte de Rusia en 2014. En el caso de este último, el veto solitario de Rusia anuló a los 13 votos a favor de la condena. Como parte de la Unión Soviética, Rusia también vetó una resolución de la ONU condenando el derribo de la URSS en el vuelo 007 de Korean Air en 1983. El veto ha sido señalado como una amenaza a los derechos humanos, con Amnistía Internacional afirmando que los cinco miembros permanentes han usado su veto para "promover sus propios intereses políticos o geopolíticos por encima del interés de proteger a los civiles". En 2015, Amnistía Internacional sugirió que una solución implicaría que los cinco miembros permanentes renunciaran a su veto en cuestiones de genocidio.
Algunos ven que el poder de veto exclusivo de los cinco miembros permanentes como anacrónico e injusto, dado que las Naciones Unidas están destinadas a representar igualmente a todos sus Estados miembros. El periodista Kourosh Ziabari ha declarado que el veto es "un privilegio discriminatorio y tendencioso dado a cinco países para dictar su propia voluntad a unos 200 países como lo desean" y la ha llamado "la ley más injusta e inequitativa del mundo, que permite a una minoría poderosa y autoritaria determinar el destino de una mayoría indispensable y subyugada". Aparte de las críticas dirigidas hacia su naturaleza sesgada, otros han señalado que el veto dificulta que el Consejo de Seguridad resuelva los problemas. Mientras se dirigía a la Asamblea General de la ONU sobre la anexión rusa de Crimea, el presidente ucraniano Petro Poroshenko dijo lo siguiente con respecto a la ineficacia del veto: "En cada país democrático, si alguien ha robado su propiedad, un tribunal independiente restaurará la justicia, sus derechos y castigar al delincuente. Sin embargo, debemos reconocer que en el siglo XXI nuestra organización carece de un instrumento efectivo para llevar ante la justicia a un país agresor que ha robado el territorio de otro estado soberano".
Debido a esa situación, se ha denunciado que el Consejo de Seguridad sólo es eficaz cuando se trata de velar por los intereses de sus miembros permanentes, y es incapaz de actuar contra estos. En consecuencia, las resoluciones en las que se autoriza a intervenir en los asuntos internos de otros países han sido pocas. Los intereses de los miembros permanentes han acabado asentando el concepto de no injerencia, a costa del mandato de "mantener la paz y la seguridad" con el que el Consejo de Seguridad fue creado. Tal vez porque, mientras que la "responsabilidad de proteger" no es vinculante, la soberanía de los estados sigue siendo prioritaria y, como señala el especialista en relaciones internacionales Philippe Moreau-Desfarges, "aunque se violen los derechos de sus poblaciones, sólo el Consejo de Seguridad puede decidir si la paz está amenazada y tomar medidas para proteger esa paz". Así, el Consejo de Seguridad no ha tomado medidas contundentes para castigar a gobiernos considerados como autoritarios, descuidando la "responsabilidad de defender a las poblaciones civiles", reconocida por la Asamblea General de la ONU en 2005.

## Propuestas de reforma
Se han venido realizando discusiones acerca de mejorar la efectividad y capacidad de respuesta de las Naciones Unidas ante amenazas a la seguridad internacional. Usualmente, estas discusiones plantean la necesidad de modificar el sistema de veto. Entre las propuestas para alcanzar ese fin están las siguientes: limitar el uso del veto a asuntos importantes de seguridad nacional, requerir acuerdo de varios países antes de usar el veto y acabar con el veto.
En 2015, tres propuestas para modificar el poder de veto han ganado considerable atención. La primera de dichas propuestas es iniciativa de Francia y consiste en negar el derecho de veto a situaciones de atrocidades en masa. La segunda de dichas propuestas ha sido planteada por el "Grupo de Contabilidad, Coherencia y Transparencia" (ACT, por sus siglas en inglés) y consiste en no votar contra resoluciones "creíbles" que buscan detener o prevenir acciones de genocidio, crímenes contra la humanidad o crímenes de guerra. La tercera de tales propuestas ha sido planteada por un grupo de notables conocido como "The Elders" y consiste en no utilizar el veto en situaciones de genocidio o atrocidades en masa sin explicar públicamente alguna acción alternativa.
Sin embargo, cualquier reforma del veto será difícil. Los artículos 108 y 109 de la Carta de las Naciones Unidas proveen a los miembros permanentes del Consejo de Seguridad derecho de veto sobre cualquier modificación a la Carta, requiriendo aprobación de esos países para modificar el poder de veto que poseen.
En 2024, Estados Unidos propone la creación de dos puestos permanentes en el Consejo de Seguridad para los países africanos, en caso de ampliación del Consejo de Seguridad.